# Bohemannia nubila
Bohemannia nubila là một loài bướm đêm thuộc họ Nepticulidae. Nó được miêu tả bởi Puplesis năm 1985. Loài này có ở vùng Viễn Đông Nga, Hàn Quốc và Nhật Bản.